# 福音主義神学
以下はドイツにおける広義の意味での福音主義神学を指す。ドイツ語圏における福音主義（Evangelische）とはプロテスタントと同義語である。よって以下に登場する神学や神学者はドイツ語圏におけるプロテスタント神学と同義語であり、自由主義神学に対する運動としてアメリカやイギリスから始まった福音主義（Evangelical)神学、および福音派（Evangelical）とは全くの別物である。
福音主義神学（ふくいんしゅぎしんがく、ドイツ語: Evangelische Theologie）は学問の一分野である。福音主義という概念は宗教改革によって誕生したルター派、改革派教会に結びついている。福音主義神学は旧約聖書学、新約聖書学、教会史、組織神学（教義学、キリスト教倫理および実践神学）によって構成されている。宣教学、教会法、その他の科目が加えられることもある。宗教改革の教会に関する神学として、福音主義神学は啓示の資料としての聖書、初代教会とその神学的伝統の上に成立している。福音主義神学において、聖書の記述と伝統的信仰の理解に関して、保守派からリベラル派、批判的見解を持つ神学者たちが存在している。神学研究は他の学問諸部門と対論を試みている。神学形成の本質的働きはキリスト教会の諸活動を支援することである。

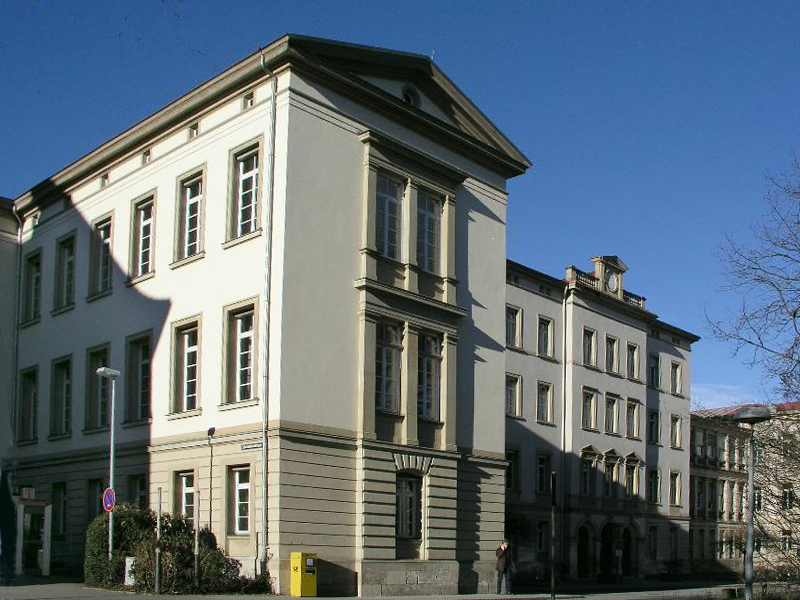
テュービンゲン大学福音主義
神学部

## カール・バルトによる福音主義神学の定義
「福音主義のevangelischeという形容詞によって思い起こさせるのは、まず新約聖書であり、同時に16世紀の宗教改革である」とカール・バルトは語っている。また、岩波書店の『岩波独和辞典』において、「evangelische」の最初の意味は「福音の」、「福音書に基づく」である。2番目の意味が「新教の」、「福音主義の」である。
マルティン・ルターは聖書を読み直すことによって、福音を再発見することになり、それが結果として宗教改革につながったのである。従って、Evangelische Theologieを福音主義神学とする訳は、宗教改革という歴史的出来事に即していることを示している。「福音主義神学は、イスラエルの歴史文書に隠されている源泉から出て、新約聖書の福音書記者・使徒の書物の中にはじめて現れてきた神学であり、その後16世紀の宗教改革において新しく発見され、受け入れられた神学である」とカール・バルトは定義している。

## 福音主義神学の主旨
福音主義神学は一方では歴史学の方法論を用いて歴史的問いに取り組んでおり、他方では古典文献学の方法論による聖書釈義をおこなっている。加えて、教会の諸活動に対応する実践神学において、心理学、社会学、教育学と他の人文科学諸分野の方法論を用いて取り組んでいる。さらに、キリスト教信仰と道徳、倫理という根源的問いを幅広く取り上げている。組織神学において、哲学と自然科学と常に対論をおこなっている。その場において、絶え間のない学問的検証がおこなわれている。福音主義神学は牧師を目指す神学部の学生たちに必要となる理論的学識を伝えることによって、組織としての教会に仕える。しかしながら、福音主義神学は教会を批判しながら対峙する働きを持ち、単なる教導職には甘んじない。これこそが、ドイツ語圏の福音主義神学が神学校ではなく、国立大学神学部でおこなわれる理由の一つである。神学部の教員たちは教会に従属するのではなく、常に教会から独立した存在でなければならない。

## ドイツ語圏の福音主義神学者
近現代のドイツ語圏福音主義神学を形成した代表的神学者。
- フリードリヒ・シュライアマハー
- アルブレヒト・リッチュル
- エルンスト・トレルチ
- アドルフ・フォン・ハルナック
- アルベルト・シュヴァイツァー
- パウル・ティリッヒ
- カール・バルト
- エミール・ブルンナー
- ルドルフ・ブルトマン
- ディートリヒ・ボンヘッファー
- エーバーハルト・ユンゲル
- ユルゲン・モルトマン
- ドロテー・ゼレ

## 福音主義神学部での学習課程
福音主義神学部の基礎課程において、最初に2学期にヘブライ語、古典ギリシア語、ラテン語の習得が求められる。ギリシア語とヘブライ語は神学を主専攻にする場合は必修になるが、神学を副専攻にする場合は必修科目にはならない。古典語履修と並ぶ基礎知識(4学期受講)として5つの科目、旧約聖書学、新約聖書学、教会史、組織神学、実践神学が開講されている。第1次神学試験受験まで12学期を受講する。学生は初級ゼミナールと演習にも出席し、講義内容をより深め、神学研究の方法論を習得する。加えて人文科学全般の関連講義にも出席し、神学研究を概観する能力を得るようにする。
聖書に関する適切な知識は聖書学に取り組むことで習得する。この修業期間中において、神学の関連領域である哲学的課題に取り組む。
自身の信仰と神学に関する問題設定は短期間では得られない。神学と自身の生き方は密接に結びついているからである。神学への意志とその方向性設定が大きな役割を果たすことになる。基礎課程は中間試験を受けることによって終了する。
福音主義神学部の本課程において、基礎課程において習得した知識を深め、独自の研究テーマを見つけることが重要である。このような研究能力は基礎課程での修業目標を達成し、自身の神学的考察力、判断力を形成することで得られる。
福音主義神学部中間試験終了後に、教会共同体Gemeindeでの実習が神学教育課程に組み込まれる。4週間から6週間の教会共同体実習によって、神学部学生は牧師としての日々の職務を知る。
本課程において、講義と中級ゼミナールで学生は研究に専念し、神学諸分野における問題設定を深化させる。本課程において、自身の神学的立場を決め、神学全般に及ぶ専門的知識を習得することが学生に課せられる。研究発表、ゼミナールでの議論、学生集団における研究活動によって修業を補う。宗教学試験がこの修業期間中に課せられる。
本課程での通常修業期間は4学期と2学期の古典語(ギリシア語とヘブライ語)学期になる。本課程の修了時に試験準備期間が設定される。福音主義神学の基礎・本課程は第1次神学試験に合格するか、ディプローム (大学課程修了試験)に合格することで修了する。その段階でマギステル（Magister、日本の修士号に相当）を得ることも可能である。宗教科教職課程を専攻する者は第1次国家試験に合格することで福音主義神学部の課程を終える。牧師任用希望者は第1次神学試験を受け牧師補任用資格を得ることで本課程が修了する。牧師補に任用された者は教会共同体で牧師の職務を学びながら、第2次神学試験を受け、牧師の任用資格を得る。牧師補の一部は教会共同体で日常業務に就きながら、約4～10学期間の学修課程に属して博士論文の執筆し、神学博士号(Dr. theol.)取得を目指す。
神学研究者を目指す者は指導教授の下で大学教授資格ハビリタツィオン試験(論文審査、口頭面接)を受け、合格した者が神学部教員になる資格を得る。

## 福音主義神学部の歴史

### 16世紀
福音主義神学は教義と信条(使徒信条、ニケヤ信条)を言及するだけでなく、宗教改革の発展に特色づけられている。とりわけ、マルティン・ルター, フルドリッヒ・ツヴィングリ, フィリップ・メランヒトン, ジャン・カルヴァンらが代表的存在であった。
特に、信仰における義認(sola fide信仰のみ)は福音主義の中心的テーマになっている。加えて、宗教改革はスコラ神学の不十分さを強く意識した上で、神学の重点を聖書(sola scriptura 聖書のみ)そのものに向けさせた
西方教会はいわゆる教派化によって、ルター派、改革派教会とローマ・カトリック教会に分かれた。その際、聖公会は中庸な存在として、カトリシズムにも福音主義教会にも属せずに、中間派として重要な存在になった。1648年に30年戦争はヴェストファーレン条約締結によって終結した。

### 17-19世紀
敬虔主義と啓蒙主義が興隆した時期において、宗教改革以来の伝統を受け継いで来た福音主義教会は根源的批判を受けた。そこでは神学そのものに対する根源的な厳しい批判が生じていた。啓蒙主義の哲学者たちから、信仰告白の根底事項と神の啓示を知り得る唯一の資料としての聖書への問いが出されていた。
ヘーゲルと フリードリヒ・シュライアマハー が1810年に新設されたベルリン大学教授に就任し、福音主義神学に大きな影響を与えた。フリードリヒ・ヴィルヘルム3世が命じたルター派と改革派による合同教会 プロイセン福音主義教会の設立も特筆すべき出来事であった。それ以降、ドイツの福音主義神学部はルター派が主流であっても、改革派神学の講座、教授も併存する形態に変化した。第1次世界大戦後、スイス人改革派神学者のカール・バルトの弁証法神学がルター派にも大きな影響を与えた。

### 教派と神学部
ドイツ語圏の重要な神学教育機関(大学神学部)は19世紀初めまでルター派と改革派の間で分かれていた。とりわけ、改革派神学部に関して今でもオランダとその周辺国に関してはその体制が継続している。ルター派に関しても北欧諸国においてルター派神学部が存在している。イングランドとスコットランドにおいて神学は独自の発展を遂げた。欧州のカトリック系大学では神学部以外でも福音主義神学に関する本格的な講義、演習は、ピウス4世の教皇勅書の指示によって、一部の例外を除いて、おこなわれていない。
ドイツ語圏では大学入学以前のギムナジウムでも古典語教育がおこなわれ、ゲレールテンシューレと呼ばれる大学入学準備教育を主におこなう学校も存在している。
大学神学部での講義と論文は18世紀までラテン語でおこなわれ、博士号取得のための論文は19世紀でもラテン語で記述され、公刊されることもあった。

## ドイツ語圏福音主義神学部

### ドイツ
- ベルリン・フンボルト大学神学部
- ボーフム大学福音主義神学部
- ボン大学福音主義神学部
- エアランゲン大学神学専攻
- フランクフルト大学福音主義神学専攻
- ゲッチンゲン大学神学部
- グライフスヴァルト大学神学部
- ハレ・ヴィッテンベルク大学神学部
- ハンブルク大学福音主義神学専攻
- ハイデルベルク大学神学部
- イエナ大学神学部
- キール大学神学部
- ライプツィヒ大学神学部
- マインツ大学福音主義神学専攻
- マールブルク大学福音主義神学専攻
- ミュンヘン大学福音主義神学部
- ミュンスター大学福音主義神学部
- ロストック大学神学部
- テュービンゲン大学福音主義神学部
- ヴッパータール・ベーテル神学大学
- ノイエンデッテルザウ神学大学

### スイス

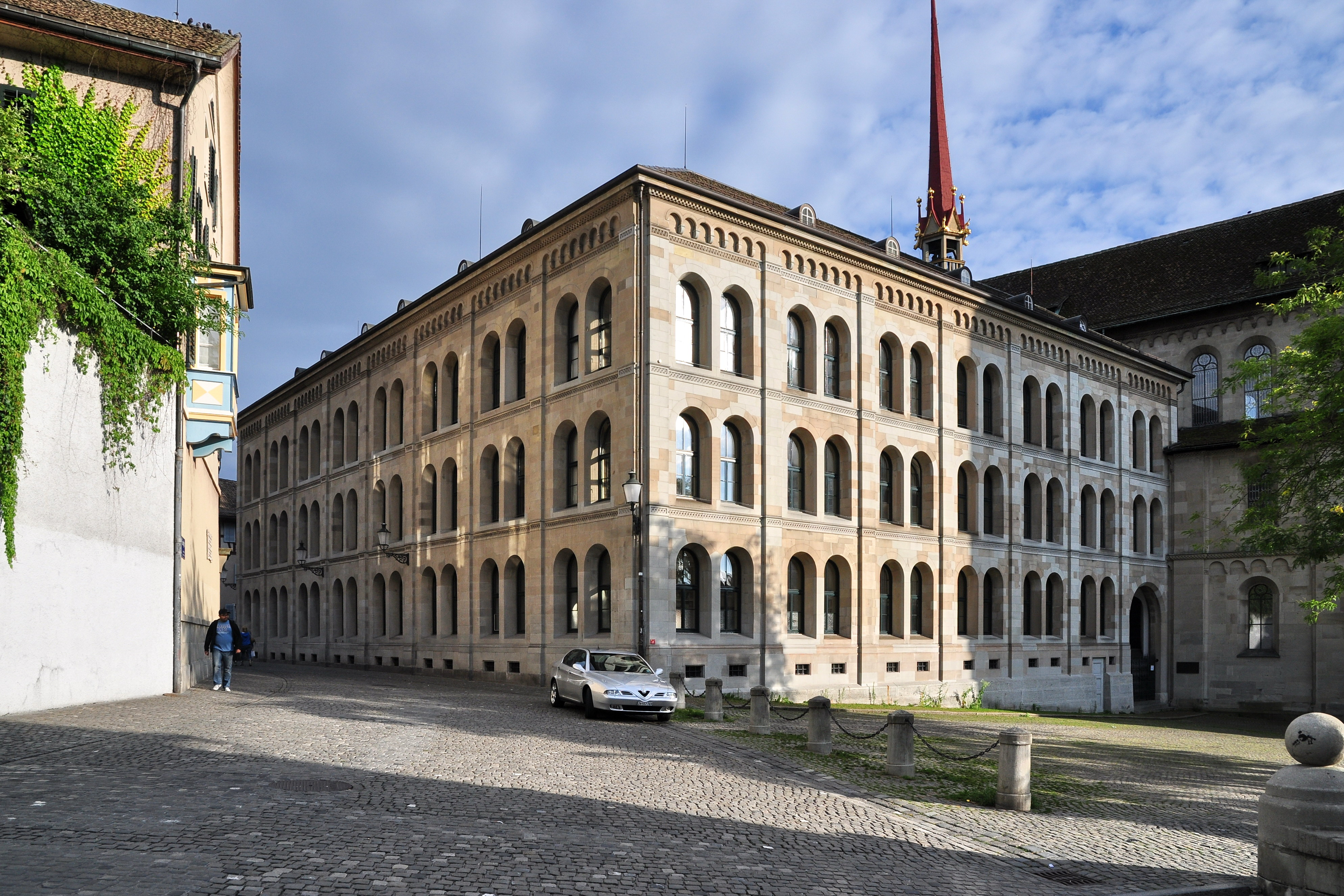
チューリヒ大学神学部

- チューリヒ大学神学部
- バーゼル大学神学部
- ベルン大学神学部

### オーストリア
- ウィーン大学福音主義神学部

## 福音主義神学部の研究組織
研究組織として講座制を採用している場合、福音主義神学部は旧約聖書学部門、新約聖書学部門、教会史部門、組織神学部門、実践神学部門、宗教学部門に分かれて研究、教育をおこなう。以下はドイツ語圏を代表するテュービンゲン大学福音主義神学部の講座一覧である。
- 旧約聖書学部門
  - 旧約聖書学(旧約聖書文学史)講座: エアハルト・ブルーム教授
  - 旧約聖書学(旧約聖書神学)講座:マルティン・ロイエンベルガー教授
  - 聖書考古学講座:イェンス・カルマ教授
  - 旧約聖書学員外教授: ハインツ＝ディーター・ニーフ教授
- 新約聖書学部門
  - 新約聖書学(新約聖書、古代ユダヤ教)講座: ミハエル・ティリー教授[8]
  - 新約聖書学(福音書研究) 講座:
  - 新約聖書学(パウロ、パウロ学派、新約聖書神学、聖書解釈学)講座: クリストフ・ラントメッサー教授
- 教会史部門
  - 教会史(中世、宗教改革史)講座: フォルカー・レピン教授
  - 教会史(初代教会史): フォルカー・ヘニング・ドレコール教授
  - 教会史(近現代教会史、教会法)講座: ユルゲン・カンプマン教授
- 組織神学部門
  - 組織神学(基礎神学、宗教哲学)講座: クリストフ・シュヴェベル教授
  - 組織神学(キリスト教倫理学)講座: エリザベート・グレーブ＝シュミット教授
  - 組織神学(教義学)講座: フリードリヒ・ヘルマニ教授
- 実践神学部門
  - 実践神学(説教学)講座: ゲラルド・クレッチマー教授
  - 実践神学(宗教教育学)講座: フリードリヒ・シュバイツァー教授
  - 実践神学(牧会学)講座: ビルギット・ヴァイル教授
- 宗教学、ユダヤ学部門 Abteilung Religionswissenschaft und Judaistik
  - 宗教学、ユダヤ教学講座: シュテファン・シュライナー教授